# Pete York

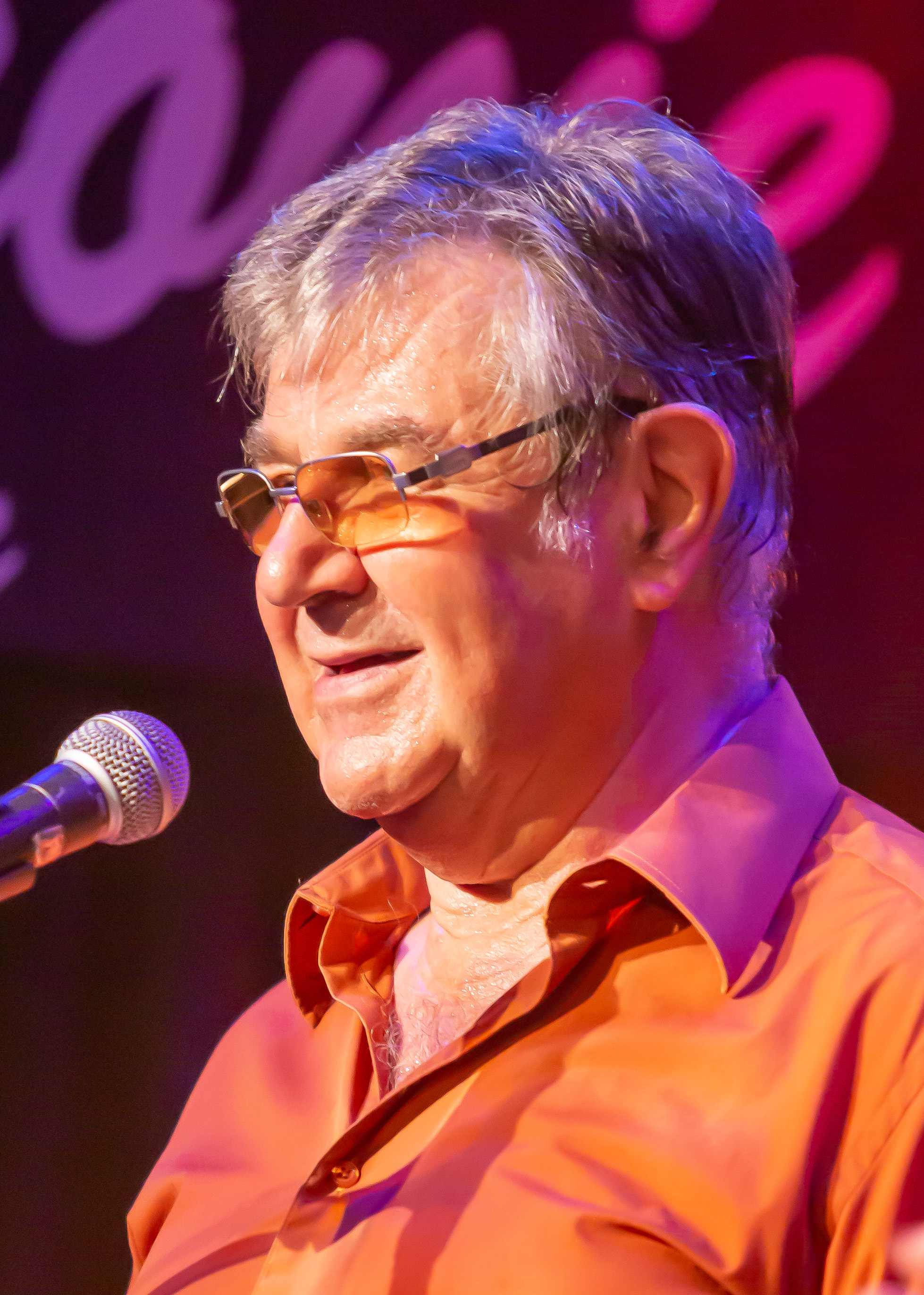
Pete York, 2013.

Pete York, född 15 augusti 1942 i Redcar, Yorkshire, England, är en engelsk trumslagare som varit aktiv sedan 1960-talet. Från 1963 var han medlem i The Spencer Davis Group. Han lämnade gruppen 1969 samtidigt som den upplöstes och bildade istället tillsammans med Eddie Hardin den progressiva jazzrockduon Hardin & York. De båda blev ånyo medlemmar i ett återförenat Spencer Davis Group 1973-1974 vilket resulterade i två nya studioalbum. York har senare under 1980-talet och 1990-talet både gett ut soloalbum och samarbetat med andra artister, till exempel i gruppen Olympic Rock & Blues Circus. Han utgav också en serie "Superdrumming"-album tillsammans med andra kända rocktrummisar.